# Saint-Hilaire-sous-Charlieu
Saint-Hilaire-sous-Charlieu és un municipi francès situat al departament del Loira i a la regió d'Alvèrnia-Roine-Alps. L'any 2007 tenia 505 habitants.

## Demografia

### Població
El 2007 la població de fet de Saint-Hilaire-sous-Charlieu era de 505 persones. Hi havia 176 famílies de les quals 28 eren unipersonals (16 homes vivint sols i 12 dones vivint soles), 58 parelles sense fills, 82 parelles amb fills i 8 famílies monoparentals amb fills.
La població ha evolucionat segons el següent gràfic:
Habitants censats

### Habitatges
El 2007 hi havia 211 habitatges, 179 eren l'habitatge principal de la família, 10 eren segones residències i 22 estaven desocupats. 200 eren cases i 10 eren apartaments. Dels 179 habitatges principals, 136 estaven ocupats pels seus propietaris, 41 estaven llogats i ocupats pels llogaters i 2 estaven cedits a títol gratuït; 2 tenien una cambra, 4 en tenien dues, 13 en tenien tres, 49 en tenien quatre i 112 en tenien cinc o més. 156 habitatges disposaven pel capbaix d'una plaça de pàrquing. A 46 habitatges hi havia un automòbil i a 128 n'hi havia dos o més.

### Piràmide de població
La piràmide de població per edats i sexe el 2009 era:
| Homes | Edats   | Dones |
| ----- | ------- | ----- |
| 0     | 95 o +  | 0     |
| 0     | 90 a 94 | 0     |
| 0     | 85 a 89 | 4     |
| 4     | 80 a 84 | 8     |
| 20    | 75 a 79 | 20    |
| 0     | 70 a 74 | 4     |
| 0     | 65 a 69 | 4     |
| 4     | 60 a 64 | 4     |
| 16    | 55 a 59 | 20    |
| 8     | 50 a 54 | 8     |
| 24    | 45 a 49 | 16    |
| 8     | 40 a 44 | 4     |
| 16    | 35 a 39 | 28    |
| 20    | 30 a 34 | 8     |
| 8     | 25 a 29 | 12    |
| 4     | 20 a 24 | 4     |
| 12    | 15 a 19 | 12    |
| 28    | 10 a 14 | 24    |
| 8     | 5 a 9   | 20    |
| 4     | 0 a 4   | 0     |

## Economia
El 2007 la població en edat de treballar era de 338 persones, 262 eren actives i 76 eren inactives. De les 262 persones actives 248 estaven ocupades (139 homes i 109 dones) i 14 estaven aturades (6 homes i 8 dones). De les 76 persones inactives 30 estaven jubilades, 20 estaven estudiant i 26 estaven classificades com a «altres inactius».

### Ingressos
El 2009 a Saint-Hilaire-sous-Charlieu hi havia 187 unitats fiscals que integraven 544 persones, la mediana anual d'ingressos fiscals per persona era de 16.809 €.

### Activitats econòmiques
Dels 13 establiments que hi havia el 2007, 2 eren d'empreses de fabricació d'altres productes industrials, 4 d'empreses de construcció, 1 d'una empresa de comerç i reparació d'automòbils, 2 d'empreses d'hostatgeria i restauració, 1 d'una empresa immobiliària i 3 d'empreses de serveis.
Dels 5 establiments de servei als particulars que hi havia el 2009, 1 era un taller de reparació d'automòbils i de material agrícola, 1 fusteria, 1 empresa de construcció i 2 restaurants.
L'any 2000 a Saint-Hilaire-sous-Charlieu hi havia 22 explotacions agrícoles que ocupaven un total de 910 hectàrees.

## Equipaments sanitaris i escolars
El 2009 hi havia una escola elemental.

## Poblacions més properes
El següent diagrama mostra les poblacions més properes.